# Łazarz Menes
Łazarz Menes (ur. 23 marca 1910, zm. 14 marca 1979) – polski prawnik, adwokat.

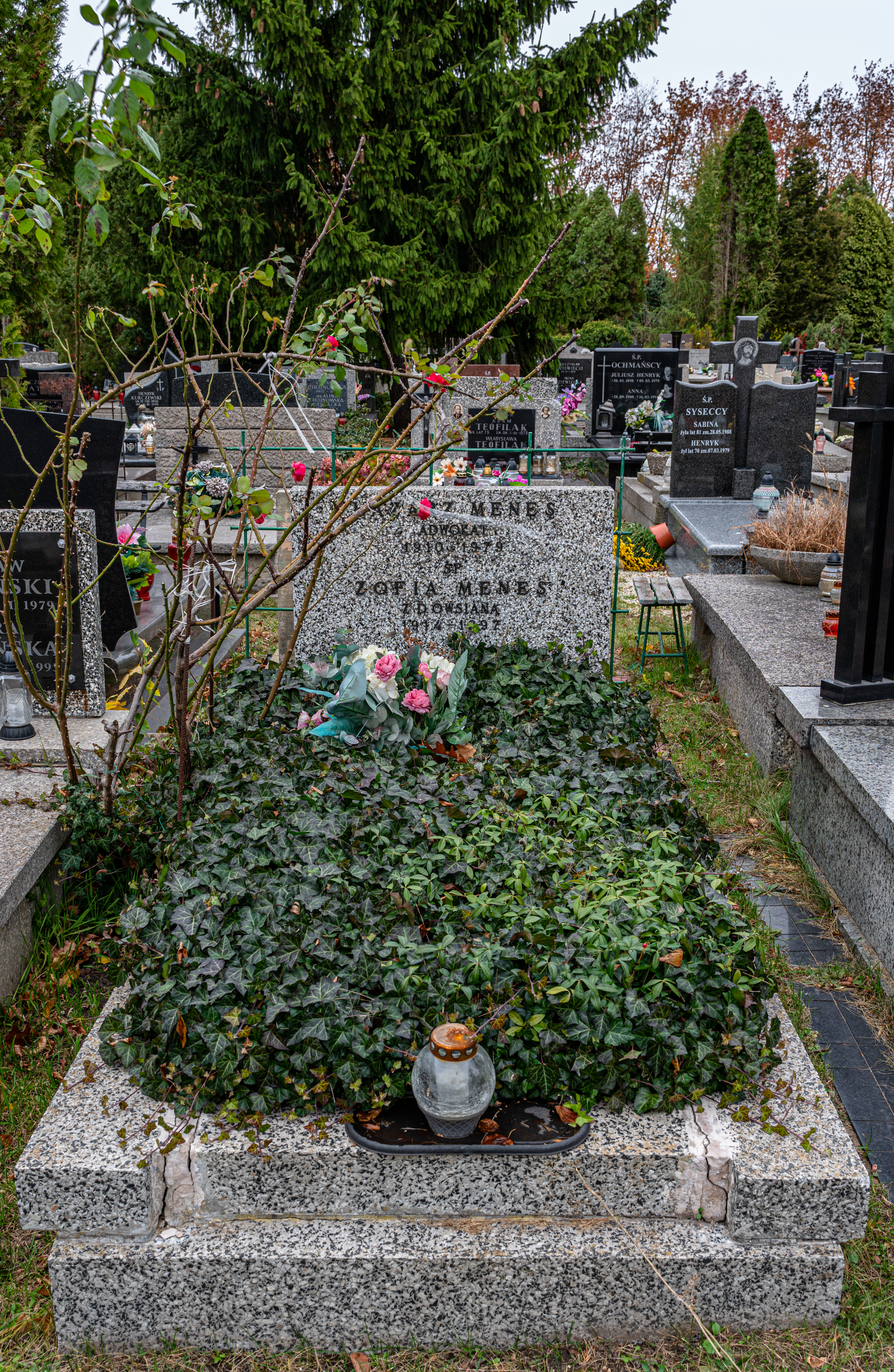
Grób Łazarza Menesa na cmentarzu Komunalnym Północnym w Warszawie

## Życiorys

### Przed wojną
Urodził się 23 marca 1910 jako syn Eliasza (współwłaściciela fabryki Plutos) i Elstery. Był pochodzenia żydowskiego i wyznania rzymskokatolickiego.
Został prawnikiem. Postanowieniem prezesa Sądu Apelacyjnego w Warszawie został mianowany aplikantem 4 marca 1933. Jako były aplikant sądowy w 1935 zgłosił się do Rady Adwokackiej w Warszawie o przyjęcie w poczet aplikantów adwokackich pod patronatem adwokata Józefa Stawskiego, po czym w tym samym roku został wpisany na listę aplikantów adwokackich.

### Okres II wojny światowej
Podczas okupacji niemieckiej, latem 1940, został wyprowadzony przymusowo z mieszkania swoich rodziców przy ulicy Natolińskiej 6 wraz z rodzicami i Zofią Owsianą (późniejszą żoną). Następnie z krewnymi przeprowadził się do mieszkania przy ul. Żelaznej 76 na terenie getta.
W styczniu 1943 uchronił się przed wywózką prowadzoną przez Niemców w ramach akcji likwidacji mieszkańców getta. Do obozu zagłady w Treblince wywieziono jednak jego ojca. Podczas powstania w getcie ukrywał się z matką i innymi osobami w podziemnym schronie przy ul. Gęsiej 30 (tam pracował w szopie Ostdeutsche Bautischlerei Werkstatt), a później pod numerem 79 tej ulicy, gdzie śmierć poniosła jego matka. Menes ocalał w grupie ośmiu osób w jednej z części getta, a następnie ukrywał się na wysokich kondygnacjach zrujnowanych budynków getta. Po wykryciu przez Niemców tej grupy latem 1943 pozostał przy życiu jako jedna z dwóch ocalałych osób. Nawiązał kontakt z furmanem wywożącym złom z terenu zniszczonego getta, przez którego najpierw był dożywiany, a w sierpniu 1943 został wywieziony poza obszar getta, po czym spotkał się ponownie ze swoją ówczesną narzeczoną Zofią Owsianą. W późniejszym czasie ukrywał się w Warszawie, przeżył powstanie, po którym wyszedł z miasta wraz z ludnością cywilną i tymczasowo przebywał we wsi Grzędy aż do wkroczenia Armii Czerwonej.

### Po wojnie
W 1945 był podprokuratorem Prokuratury Sądu Okręgowego w Warszawie. W okresie PRL pracował jako adwokat.
Zmarł 14 marca 1979 i został pochowany na cmentarzu Komunalnym Północnym w Warszawie (kwatera W-V-2-8-5).
Z żoną Zofią Menes (1914–1997) miał syna Józefa (ur. 1952).

## Spuścizna
Łazarz Menes spisał pamiętnik złożony w Archiwum Żydowskiego Instytutu Historycznego. Jego wspomnienia zatytułowane Likwidacja getta warszawskiego ukazały się w publikacji pt. Pamiętniki z getta warszawskiego. Fragmenty i regestry, wydanej w 1988. Ponadto jego zeznania złożone na przełomie 1945/1946 zostały opublikowane w 2017 w publikacji pt. Zapisy Terroru. Warszawa, wydanej przez Ośrodek Badań nad Totalitaryzmami im. Witolda Pileckiego.

## Ordery i odznaczenia
- Krzyż Kawalerski Orderu Odrodzenia Polski (22 lutego 1946)[25]
- Złoty Krzyż Zasługi (3 stycznia 1947)[26]